# Bystander-Nunatak
Der Bystander-Nunatak ist ein 2435 m hoher Nunatak im ostantarktischen Viktorialand. In den Usarp Mountains ragt er 8 km südwestlich des Forsythe Bluff auf der Westseite der Daniels Range auf.
Die Nordgruppe der von 1963 bis 1964 dauernden Kampagne der New Zealand Geological Survey Antarctic Expedition benannte ihn in Anlehnung an seine isolierte Lage.